# AXN Sci Fi
AXN Sci-Fi (чете се Ей Екс Ен Сай Фай) е бивш европейски канал на Сони Пикчърс Ентъртейнмънт, излъчван около 21 часа дневно, между 9:00 и 6:30 ч.
Каналът е достъпен в България, Казахстан, Полша, Румъния, Русия, Унгария и Украйна на сателитните платформи на Sky Italia, Boom TV, Bulsatcom, Cyfra Plus, Cyfrowy Polsat, Digi TV, Dolce, iNES, Max TV и NTV, както и при кабелните оператори. Каналът е пуснат и в Чехия и Словакия през октомври 2007, а на 8 ноември 2010 г. е пуснат в Италия.
На 12 април 2013 г. канала е заменен в Русия и Казахстан от Sony Sci-Fi.
От 1 октомври с.г. каналът е заменен от AXN Black, като някои от фантастичните сериали продължават излъчването и повторенията си и в него. Промяната е направена в част от Източна Европа, на 28 февруари 2017 г., канала е спрян в Италия.

## Сериали, излъчвани по AXN Sci-Fi
- Андромеда
- Бойна звезда Галактика
- Галактика 1980
- Бойна звезда Галактика (2004)
- Доктор Кой
- Торчууд
- Повелителят на зверовете
- Кръв+
- Мъртвата зона
- Смъртна бележка
- Добро срещу зло
- Чарли Джейд
- Дъ Грей Мен
- Земя: Последен сблъсък
- Фарскейп
- Първобитен свят
- Херкулес
- Лекс
- Ловци на духове
- Изгубени (само по AXN Sci-Fi България и Украйна)
- Изгубеният свят
- Светилището
- Стар Трек: Оригиналният сериал
- Стар Трек: Следващото поколение
- Стар Трек: Космическа станция 9
- Стар Трек: Ентърпрайз
- Старгейт SG-1
- Старгейт Атлантида
- Слайдърс (Излъчван под името „В съседното измерение“)
- Хелзинг
- Капитан Цубаса
- Соул Ийтър
- Закрилникът
- Джерико
- Регенезис